# Tegeocranellus sacchareus
Tegeocranellus sacchareus är en kvalsterart som beskrevs av Kok 1968. Tegeocranellus sacchareus ingår i släktet Tegeocranellus och familjen Tegeocranellidae. Inga underarter finns listade i Catalogue of Life.